# Neodythemis preussi
Neodythemis preussi é uma espécie de libelinha da família Libellulidae. 
Pode ser encontrada nos seguintes países: Camarões, República Democrática do Congo, Guiné Equatorial, Gabão, Nigéria, Uganda e Zâmbia.
Os seus habitats naturais são: florestas subtropicais ou tropicais húmidas de baixa altitude. 